# Bardo Poduchowne
Bardo Poduchowne – była część wsi Bardo w Polsce, w województwie świętokrzyskim, w powiecie kieleckim, w gminie Raków.
W latach 1975–1998 miejscowość położona była w województwie kieleckim.

## Historia
W wieku XIX wymieniane jako: Bardo Dolne, wieś i folwark. Bardo Górne wieś, i Bardo-plebania (Poduchowne), wieś kościelna w powiecie opatowskim, gminie Rembów. (obecnie są to administracyjne części miejscowości Bardo)